# Mornaričko ratovanje
Mornaričko ratovanje je ljudska borba u moru, okeanu ili bilo kom drugom bojnom prostoru koji uključuje veliko vodno telo poput velikog jezera ili široke reke.

## Istorija
Čovečanstvo je vodilo bitke na moru više od 3000 godina. Čak i u unutrašnjosti velikih kopnenih masa, prevoz pre pojave ekstenzivnih železničkih pruga uveliko je zavisio od reka, kanala i drugih plovnih putova.
Potonje su bile ključne za razvoj modernog sveta u Velikoj Britaniji, Niskim zemljama i severnoj Nemačkoj, jer su omogućile veliko kretanje robe i sirovina bez kojih se ne bi dogodila Industrijska revolucija. Pre 1750. godine, materijali su u velikoj meri premeštani rečnom barkama ili morskim plovilima. Tako su vojske, sa svojim prekomernim potrebama za hranom, municijom i krmnim biljem, tokom vekova bile vezane za rečne doline.
Okeanski uticaji tokom zapisane istorije (Homerske legende, npr. Troja), i klasična dela kao što je Odiseja, naglašavaju uticaje iz prošlosti. Persijsko carstvo - ujedinjeno i snažno - nije moglo da nadjača snagu atinske flote u kombinaciji sa silama manjih gradskih država u nekoliko pokušaja osvajanja grčkih gradskih država. Moć Fenikije i Egipta, Kartagine, pa čak i Rima, u velikoj meri zavisila je od kontrole mora.
Tako je i Mletačka Republika dominirala nad gradskim državama Italije, sprečavala pristup Otomanskog carstva i vekovima dominirala trgovinom na putu svile i Mediteranom uopšte. Tokom tri veka, Severnjaci (obično zvani Vikinzi) prepadali su, pljačkali i odlazili gde su hteli, sve do centralne Rusije i Ukrajine, pa čak i do dalekog Carigrada (preko pritoka Crnog mora, Sicilije i preko Gibraltarskog tesnaca) .
Mnoge morske bitke kroz istoriju takođe pružaju pouzdan izvor olupina brodova za podvodnu arheologiju. Glavni primer je istraživanje olupina raznih ratnih brodova u Tihom okeanu.

## Istočna, južna i jugoistočna Azija
Dinastija Čola u srednjovekovnoj Indiji bila je dominantna morska sila u Indijskom okeanu, strastveni pomorski trgovac i diplomatski entitet sa Song Kinom. Radžaradža Čola I (vladao od 985. do 1014. godine) i njegov sin Radžendra Čola I (vladao 1014–42), poslali su veliku pomorsku ekspediciju koja je zauzela delove Mjanmara, Malaje i Sumatre.
U arhipelagu Nusantara, veliki okeanski brodovi dužine više od 50 m i sa 5,2–7,8 metara nadvodne konstrukcije već su korišteni najmanje od 2. veka, održavajući kontakt Indije sa Kinom.‍:347 Carstvo Šriviđaja od 7. veka nove ere kontrolisalo je more zapadnog dela arhipelaga. Natpis Kedukan Bukit je najstariji zapis indonežanske vojne istorije i beleži Srivijajansko sveto putovanje sidajatrom iz 7. veka koje je vodio Dapunta Hjang Šri Džajanasa. Rečeno je da je doveo 20.000 vojnika, uključujući 312 ljudi u brodovima i 1.312 pešaka. Arapski tekst iz 10. veka Adžajeb al-Hind (Čuda Indije) daje izveštaj o invaziji na Afriku od strane ljudi zvanih Vakvak,‍:110 verovatno malajski narod Šrividžaje ili javanski narod Medanga,‍:39 u 945–946. Oni su prispeli na obalu Tanganjike i Mozambika sa 1000 brodova i pokušali da zauzmu citadelu Kanbaloh, ali na kraju nisu uspeli. Razlog za napad je što je to mesto imalo robu pogodnu za njihovu zemlju i Kinu, poput slonovače, oklopa kornjača, kože pantera i ambra, kao i zato što su želeli crne robove od naroda Bantu (koje su Arapi zvali Zeng ili Zenj, Džengi na javanskom jeziku) koji su bili jaki i podobni za teške radove.‍:110 Pre 12. veka, Šriviđaja je prvenstveno bila kopnena država, a ne pomorska sila. Flote su bile dostupne, ali su delovale kao logistička podrška kako bi se olakšala projekcija kopnene moći. Kasnije se pomorska strategija degenerisala u napadačku flotu. Njihova pomorska strategija je bila da primoraju trgovačke brodove da pristanu u njihove luke. Ukoliko bi njihovi zatevi bili ignorisani, oni bi poslali vojne brodove da unište trgovačko plovilo i zatru posadu.
Godine 1293, mongolska dinastija Juan pokrenula je invaziju na Javu. Juani su poslali 500–1000 brodova i 20.000–30.000 vojnika, ali su na kraju poraženi na kopnu iznenadnim napadom, primoravajući vojsku da se vrati na obalu. U priobalnim vodama, javanske džunke već su napale mongolske brodove. Nakon što su se sve trupe ukrcale na brodove na obali, Juanska vojska se borila protiv Javanske flote. Nakon što su je odbili, otplovili su nazad u Ćuandžou. Javanski pomorski komandant Arija Adikara presreo je dalju invaziju Mongola.‍:107–110 Iako sa samo oskudnim informacijama, putnici koji su prolazili kroz region, kao što su Ibn Batuta i Odorik od Pordenona, primetili su da je Java napadana od strane Mongola nekoliko puta, uvek završavajući neuspehom.‍:106–107 Posle tih neuspešnih invazija, Madžapahitsko carstvo je brzo raslo i postalo dominantna pomorska sila u 14-15 veku. Upotreba topova u mongolskoj invaziji na Javu, dovela je do raspoređivanja cetbang topova od strane flote Madžapahita tokom 1300-ih. Glavni ratni brod mornarice Madžapahita bio je jong. Jongovi su bili veliki transportni brodovi koji su mogli da prevezu 100–2000 tona tereta i 50–1000 ljudi, dužine 28,99–88,56 metara.‍:60–62 Tačan broj jongova koje su Madžapahiti imali je nepoznat, ali najveći je broj jongova korišćenih u jednoj ekspediciji bio oko 400, kada je Madžapahit napao Pasaj, 1350. godine. U ovoj eri, čak do 17. veka, nusantarski pomorski vojnici su se borili na platformi na svojim brodovima zvanim balaj i izvodili akcije ukrcavanja. Rasuta paljba ispaljena iz cetbanga se koristila za suprotstavljanje pri ovom tipu borbe.‍:241

## Literatura
- Holmes, Richard, et al., eds (2001). The Oxford companion to military history. Oxford University Press., global.
- Howarth, David Armine (2003). British Sea Power: How Britain Became Sovereign of the Seas., 320 pp. from 1066 to present
- Potter, E. B (1982). Sea Power: A Naval History., world history
- Rodger, Nicholas A.M. The Command of the Ocean: A Naval History of Britain, 1649–1815. Vol. 2. (WW Norton & Company, 2005).
- Sondhaus, Lawrence (2001). Naval Warfare, 1815–1914..
- Starr, Chester (1989). The Influence of Sea Power on Ancient History.
- Tucker, Spencer, ed. Naval Warfare: An International Encyclopedia. (3 vol. Cambridge University Press, 2002); 1231 pp; 1500 articles by many experts cover 2500 years of world naval history, esp. battles, commanders, technology, strategies and tactics,
- Tucker, Spencer (2000). Handbook of 19th century naval warfare. Naval Inst Press..
- Willmott, H. P (2009). The Last Century of Sea Power, Volume 1: From Port Arthur to Chanak, 1894–1922., 568 pp. online in ebrary
- Willmott, H. P. The Last Century of Sea Power, vol. 2: From Washington to Tokyo, 1922–1945. Indiana University Press. ISBN 978-0-253-35359-7. ( 2010). xxii, 679 pp.  online in ebrary

### Ratni brodovi
- George, James L (1998). History of warships: From ancient times to the twenty-first century. Naval Inst Press..
- Ireland, Bernard, and Eric Grove. Jane's War at Sea 1897–1997: 100 Years of Jane's Fighting Ships (1997) covers all important ships of all major countries.
- Peebles, Hugh B (1987). Warshipbuilding on the Clyde: Naval orders and the prosperity of the Clyde shipbuilding industry, 1889–1939. John Donald.
- Van der Vat, Dan (1995). Stealth at sea: the history of the submarine. Houghton Mifflin Company..

### Mornari i oficiri
- Conley, Mary A (2009). From Jack Tar to Union Jack: representing naval manhood in the British Empire, 1870–1918. Manchester University Press.
- Hubbard, Eleanor (2016). „Sailors and the Early Modern British Empire: Labor, Nation, and Identity at Sea.”. History Compass. 14 (8): 348—58. doi:10.1111/hic3.12324..
- Kemp, Peter (1970). The British Sailor: a social history of the lower deck.
- Langley, Harold D. „Union Jacks: Yankee Sailors in the Civil War.”. Journal of Military History. 69 (1). 2005.: 239.
- Ortega-del-Cerro, Pablo, and Juan Hernández-Franco. "Towards a definition of naval elites: reconsidering social change in Britain, France and Spain, c. 1670–1810." European Review of History: Revue européenne d'histoire (2017): 1–22.
- Smith, Simon Mark. "‘We Sail the Ocean Blue’: British sailors, imperialism, identity, pride and patriotism c. 1890 to 1939" (PhD dissertatation U of Portsmouth, 2017. „online” (PDF). Архивирано из оригинала 18. 04. 2019. г.

### Prvi svetski rat
- Bennett, Geoffrey (2014). Naval Battles of the First World War. Pen and Sword.
- Halpern, Paul (2012). A naval history of World War I. Naval Institute Press..
- Hough, Richard (1987). The Great War at Sea, 1914–1918. Oxford University Press.
- Marder, Arthur Jacob. From the Dreadnought to Scapa Flow. (4 vol. 1961–70), covers Britain's Royal Navy 1904–1919
- O'Hara, Vincent P.; Dickson, W. David; Worth, Richard, eds. To Crown the Waves: The Great Navies of the First World War (2013) excerpt also see  „detailed review and summary of world's navie before and during the war”. Архивирано из оригинала 03. 01. 2020. г.
- Sondhaus, Lawrence (2014). The Great War at Sea: A Naval History of the First World War.. online review

### Drugi svetski rat
- Barnett, Correlli (1991). Engage the Enemy More Closely: The Royal Navy in the Second World War..
- Campbell, John (1985). Naval Weapons of World War Two. Naval Institute Press..
- Morison, Samuel Eliot (1963). The Two-Ocean War: A Short History of the United States Navy in the Second World War. short version of his 13 volume history.
- O'Hara, Vincent. (2013). The German Fleet at War, 1939–1945. Naval Institute Press..
- Roskill, S.K. White Ensign: The British Navy at War, 1939–1945 (United States Naval Institute, 1960); British Royal Navy; abridged version of his Roskill, Stephen Wentworth. The war at sea, 1939–1945 (3 vol. 1960).
- Van der Vat, Dan (2001). The Pacific Campaign: The Second World War, the US-Japanese Naval War (1941–1945)..

### Historiography
- Harding, Richard ed. (2015). Modern Naval History: Debates and Prospects. London: Bloomsbury.
- Higham, John, ed (2015). A Guide to the Sources of British Military History. 654 pp. excerpt
- Messenger, Charles. Reader's Guide to Military History (Routledge, 2013) comprehensive guide to historical books on global military & naval history.
- Zurndorfer, Harriet (2016). „Oceans of history, seas of change: recent revisionist writing in western languages about China and East Asian maritime history during the period 1500–1630.”. International Journal of Asian Studies. 13 (1): 61—94..
- Warming, Rolf (2019). „An Introduction to Hand-to-Hand Combat at Sea: General Characteristics and Shipborne Technologies from c. 1210 BCE to 1600 CE”. Archaeological and Historical Perspectives on Early Modern Maritime Violence and Warfare (Ed. Johan Rönnby). Södertörn Högskola: 99—12. Приступљено 16. 2. 2019.

## Spoljašnje veze
- Tiwana, M.A. Hussain (novembar 1998). „The Angry Sea”. www.defencejournal.com. M.A. Hussain Tiwana Defence Journal. Архивирано из оригинала 13. 3. 2009. г. Приступљено 15. 11. 2016.